# 艾达·贾弗里
艾达·贾弗里（Adā Jaʿfrī，1924年8月22日—2015年3月12日）是一位巴基斯坦诗人，第一位出版诗歌的女性乌尔都语诗人 ，被称为“乌尔都语诗歌的第一夫人”。 她也是一位作家，是当代烏爾都語文學界的杰出人物。她曾获得巴基斯坦作家协会，巴基斯坦政府以及北美和欧洲文学社团的许多奖项。

## 生平

### 早年生活
艾达·贾弗里1924年8月22日出生于英属印度的布道恩。当时的名字是Aziz Jahan。她的父亲在她三岁时去世，母亲独自抚养她。她在12岁时开始写诗，笔名是Ada Badayuni。

### 婚姻
1947年1月29日贾弗里与Nurul Hasan Jafarey在英属印度诸省勒克瑙结婚。婚后，她把笔名改为艾达·贾弗里。她的丈夫Nurul Hasan是英属印度联邦政府的公务员。1947年巴基斯坦独立后，贾弗里随丈夫搬到了卡拉奇。Nurul Hasan用英语和乌尔都语为报纸撰写专栏，还是Anjuman-i Taraqqi-i Urdu的主管。Nurul Hasan是她写作的主要灵感，于1995年12月3日去世。

### 晚年生活
她一直住在巴基斯坦卡拉奇。她经常在卡拉奇和多伦多之间旅行，在推广乌尔都语方面发挥积极作用。

### 家庭
艾达·贾弗里和丈夫有三个孩子：Sabiha，Azmi and 和Aamir。Sabiha Jafarey与Zubair Iqbal结婚，并定居在美国马里兰州的波托马克。他们有三个孩子Sabah Iqbal，Yusuf Iqbal和Sameer Iqbal。Azmi Jafarey和他的妻子Shua Jafarey现在定居在美国马萨诸塞州的安多弗。他们有两个儿子，Faaez Jafarey和Aazim Jafarey。艾达·贾弗里和她的儿子Aamir Jafarey，Aamir的妻子Maha Jafarey以及他们的女儿Asra Jafarey一起住在卡拉奇直到她去世。

### 去世
艾达·贾弗里于2015年3月12日晚在卡拉奇的一家医院去世，享年90岁。 巴基斯坦新闻，广播和国家遗产部长Pervez Rashid，信德省省长Dr. Ishratul Ebad Khan，巴基斯坦总理納瓦茲·謝里夫， 巴基斯坦文学院（PAL）主席Dr. Muhammad Qasim Bughio和总干事Zahida Parveen均对贾弗里的死表示哀悼。他们称赞她在乌尔都语诗歌领域的贡献并为她的灵魂祈祷。她的葬礼在卡拉奇的一个清真寺举行。她于2015年3月13日被埋葬在卡拉奇的墓地中。

## 文学生涯

### 第一位女诗人
艾达·贾弗里处于一个传统的保守社会，在这个社会中，女性不被允许独立思考和表达。但她足够大胆地表达自己。尽管她有着根深蒂固的传统性格，但她还是参与了现代艺术。早在1950年，她就被公认为乌尔都语诗歌的第一夫人。面对社会的反对，她的母亲和她的丈夫Nurul Hasan Jafarey鼓励她继续她的文学活动。她是Akhtar Sheerani和Jafar Ali Khan Asar Lakhnavi这样的伟大诗人的学生，她经常让他们检查和纠正她的诗歌作品。

### 风格
艾达·贾弗里以性别中立模式写作，尽管她的作品中也包括女性主義主题，如歧视和被视为性对象的女性。她的个性似乎不存在于她的诗歌中。
贾弗里用一个改良的传统习语写下了她作为妻子和母亲的经历，但同时也注意到伴随这些关系而来的成就感缺失。

### 体裁
艾达·贾弗里的作品大都是加扎勒，也尝试过自由诗和乌尔都语俳句。她精通乌尔都语诗歌的两种体裁：naz̤m和加扎勒。在她的加扎勒中，她使用笔名‘Adā’。

### 作品
贾弗里的第一首加扎勒发表于1945年的一本杂志上。1950年出版了她的第一本诗集“Maiṉ Sāz Ḍhūṉḍtī Rahī”
。她的著作‘G̲h̲azal Numā’包含简短的散文短篇小说，以及前乌尔都语诗人作品的简短评论，出版于1987年。此外，她还出版了五本乌尔都语诗集（‘S̲h̲ahr-i Dard’，‘G̲h̲azālāṉ, Tum to Wāqif Ho!’，‘Ḥarf-i S̲h̲anāsāʾī’，‘Safar Bāqī’和‘Mausam, Mausam’）。除了她的自传（“Jo Rahī so BeK̲h̲abrī Rahī”）和四十篇研究论文，她还出版了她的乌尔都俳句集Sāz-i Suk̲h̲n Bahānā hai。她的加扎勒Hoṉṭoṉ pih kabhī un ke merā nām hī āʾe由Ustad Amanat Ali Khan演唱和推广。

## 奖项
1955年，新德里哈姆达基金会认定她是“世纪杰出的女性诗人”。后来，她于1967年被巴基斯坦作家协会授予Adamjee文学奖，以表彰她的第二部诗集S̲h̲ahr-i Dard。为了表彰她的工作，巴基斯坦政府于1981年授予她卓越奖章。她于1994年获得了巴基斯坦文学院的Maulvi Abdul Haq博士奖，1997年获穆罕默德·阿里·真納文学奖。她还是巴基斯坦哈姆达基金会的优异证书的获得者，是来自北美和欧洲文学社团的各种国际奖项的获得者。
巴基斯坦政府于2003年授予她“文学表演奖”（奖项于2002年8月14日公布）。她是巴基斯坦文学院2003年文学终身成就的Kamal-e Fan奖的获得者。自1997年巴基斯坦文学院（PAL）颁发文学奖以来，她是该奖项的第一位女性获奖者。

## 女性主义观点
艾达·贾弗里是女性主义支持者。她这样表达了自己的观点：
|  |  |  |

我不接受男人强加的限制，只接受我思想强加给我的那些限制…我认为从面纱后面说东西更合适，因为象征和暗示也是诗歌的美。

## 作品评价
许多评论家都说贾弗里的诗歌充满了礼貌的表达。她通过诗歌以独特的艺术方式将新旧思想结合在一起。
Qazi Abdul Ghaffar在介绍贾弗里的诗集时特别提到她在女性主义表达方式领域的表现。